# Харрис, Наоми
Нао́ми Ха́ррис (англ. Naomie Harris; род. 6 сентября 1976, Лондон) — британская актриса.

## Биография
Наоми Харрис родилась в Северном Лондоне. Её мать, Кармен, в пять лет переехала в Англию с Ямайки, одна воспитывала дочь, поскольку отец, уроженец Тринидада, оставил её ещё до рождения Наоми. Кармен работала сценаристом на телевидении, в течение тринадцати лет она работала над мыльной оперой «Жители Ист-Энда». Наоми с детства занималась в престижной лондонской актёрской школе Анны Шер, которая добилась для неё первой роли в телесериале. В 1987 и 1988 годах Харрис снималась в детском сериале «Саймон и ведьма» производства BBC, позже она была одной из ведущих актрис фантастического сериала «Люди завтрашнего дня».
В 1992 году Харрис поступила в Пембрук-колледж (Кембридж), один из колледжей Кембриджского университета, где изучала социологию и политологию. В 1998 году, решив продолжить актёрскую карьеру, Харрис поступила в театральную школу Бристоль Олд Вик, основанную Лоренсом Оливье. После завершения обучения в 2002 году Наоми была выбрана на одну из главных ролей в фильме «28 дней спустя». Этот фантастический триллер имел большой зрительский успех и принёс актрисе известность, как в Великобритании, так и за её пределами.
В 2004 году Харрис пригласили в Голливуд — она исполнила одну из ролей второго плана в комедийном боевике «После заката» с Пирсом Броснаном и Сальмой Хайек в главных ролях. После этого Наоми стала регулярно сниматься в американских фильмах: она играла роли второго плана в фильмах с высоким бюджетом, таких как вторая и третья части «Пиратов Карибского моря», а также боевики «Полиция Майами. Отдел нравов», «Короли улиц» и «Ниндзя-убийца».
В 2007 году Харрис была номинирована на премию BAFTA в номинации «Восходящая звезда», но награду получила Ева Грин. В начале 2011 года Харрис играла роль невесты Франкенштейна в одноимённой театральной постановке Дэнни Бойла, в которой её партнёрами были Бенедикт Камбербэтч и Джонни Ли Миллер. Харрис исполнила роль Ив Маннипенни, напарницы Джеймса Бонда в 23-й части «Бондианы», 007: Координаты «Скайфолл», вышедшей в 2012 году.
В 2017 году была номинирована на премию «Оскар», BAFTA, «Золотой глобус» и «Премию Гильдии киноактёров США» за лучшую женскую роль второго плана в фильме "Лунный свет". Награждена Орденом Британской империи.

## Избранная фильмография
| Год  |   | Русское название                        | Оригинальное название                      | Роль                    |
| ---- | - | --------------------------------------- | ------------------------------------------ | ----------------------- |
| 2002 | ф | 28 дней спустя                          | 28 Days Later                              | Селена                  |
| 2004 | ф | После заката                            | After the Sunset                           | Софи                    |
| 2006 | ф | Пираты Карибского моря: Сундук мертвеца | Pirates of the Caribbean: Dead Man's Chest | Тиа Дальма / Калипсо    |
| 2006 | ф | Полиция Майами: Отдел нравов            | Miami Vice                                 | Труди Джоплин           |
| 2007 | ф | Пираты Карибского моря: На краю Света   | Pirates of the Caribbean: At World's End   | Тиа Дальма / Калипсо    |
| 2008 | ф | Август                                  | August                                     | Сара                    |
| 2008 | ф | Короли улиц                             | Street Kings                               | Линда Уошингтон         |
| 2009 | ф | Ниндзя-убийца                           | Ninja Assassin                             | Мика                    |
| 2009 | ф | Моррис                                  | Morris: A Life with Bells On               | Соня                    |
| 2009 | ф | Пять моих бывших подружек               | My Last Five Girlfriends                   | Джемма                  |
| 2009 | ф | Маленький остров                        | Small Island                               | Гортензия Робертс       |
| 2010 | ф | Секс, наркотики и рок-н-ролл            | Sex & Drugs & Rock & Roll                  | Дениз                   |
| 2010 | ф | Первопроходец                           | The First Grader                           | Джейн Обинчу            |
| 2012 | ф | 007: Координаты «Скайфолл»              | SkyFall                                    | Ив Манипенни            |
| 2013 | ф | Долгий путь к свободе                   | Mandela: Long Walk to Freedom              | Винни Мадикизела        |
| 2015 | ф | Левша                                   | Southpaw                                   | Анджела Ривера          |
| 2015 | ф | 007: Спектр                             | Spectre                                    | Ив Манипенни            |
| 2016 | ф | Такой же предатель, как и мы            | Our Kind of Traitor                        | Гейл Перкинс            |
| 2016 | ф | Лунный свет                             | Moonlight                                  | Паула                   |
| 2016 | ф | Призрачная красота                      | Collateral Beauty                          | Мэделин                 |
| 2018 | ф | Рэмпейдж                                | Rampage                                    | доктор Кейт Колдуэлл    |
| 2018 | ф | Маугли                                  | Mowgli: Legend of the Jungle               | Ниша                    |
| 2021 | ф | Веном 2                                 | Venom: Let There Be Carnage                | Фрэнсис Баррисон / Визг |
| 2021 | ф | Не время умирать                        | No Time To Die                             | Ив Манипенни            |
| 2021 | ф | Лебединая песня                         | Swan Song                                  | Поппи                   |